# سايوز إم إس-10
سيوز إم إس-10 (بالروسية: Союз МС-10) كانت مهمة فضاء لمركبة سيوز الروسية، ألغيت المهمة بعد مدة قصيرة من الانطلاق في 11 أكتوبر 2018. كانت هذه هي المهمة رقم 139 لمركبة سيوز. وهدفت إلى نقل اثنين من طاقم البعثة 57 إلى محطة الفضاء الدولية، وهما رائدا الفضاء أليكسي أوفيتشنين الروسي والأمريكي نيك هيج. انطلقت الرحلة من منصة جاجارين في ميناء بايكانور الفضائي في كازاخستان. وبعد دقائق قليلة من الإطلاق، أعلن الرائد الروسي على جهاز الاتصال «هناك مشكلة في المحركات، دقيقتان و45 ثانية»، واضطر الطاقم إلى هبوط اضطراري بسبب فشل في الصاروخ. كان هذا أول حادث فشل للصاروخ الحامل لمهمة مأهولة على ارتفاع عال منذ 43 عامًا، الحادث السابق كان لرحلة سيوز 7 كا-ته رقم 39 التي لم تصل لمدارها في أبريل 1975.
تقرر وقف جميع رحلات سيوز المأهولة لحين معرفة الخلل الذي أدى لهذه الحادثة. وتشكلت لجنة حكومية للتحقيق برئاسة ديمتري روجوزين، المدير العام لرسكوزموس. أشار التحقيق إلى أن سبب فشل الصاروخ هو تلف جهاز استشعار خلال عملية تجميع الصاروخ.

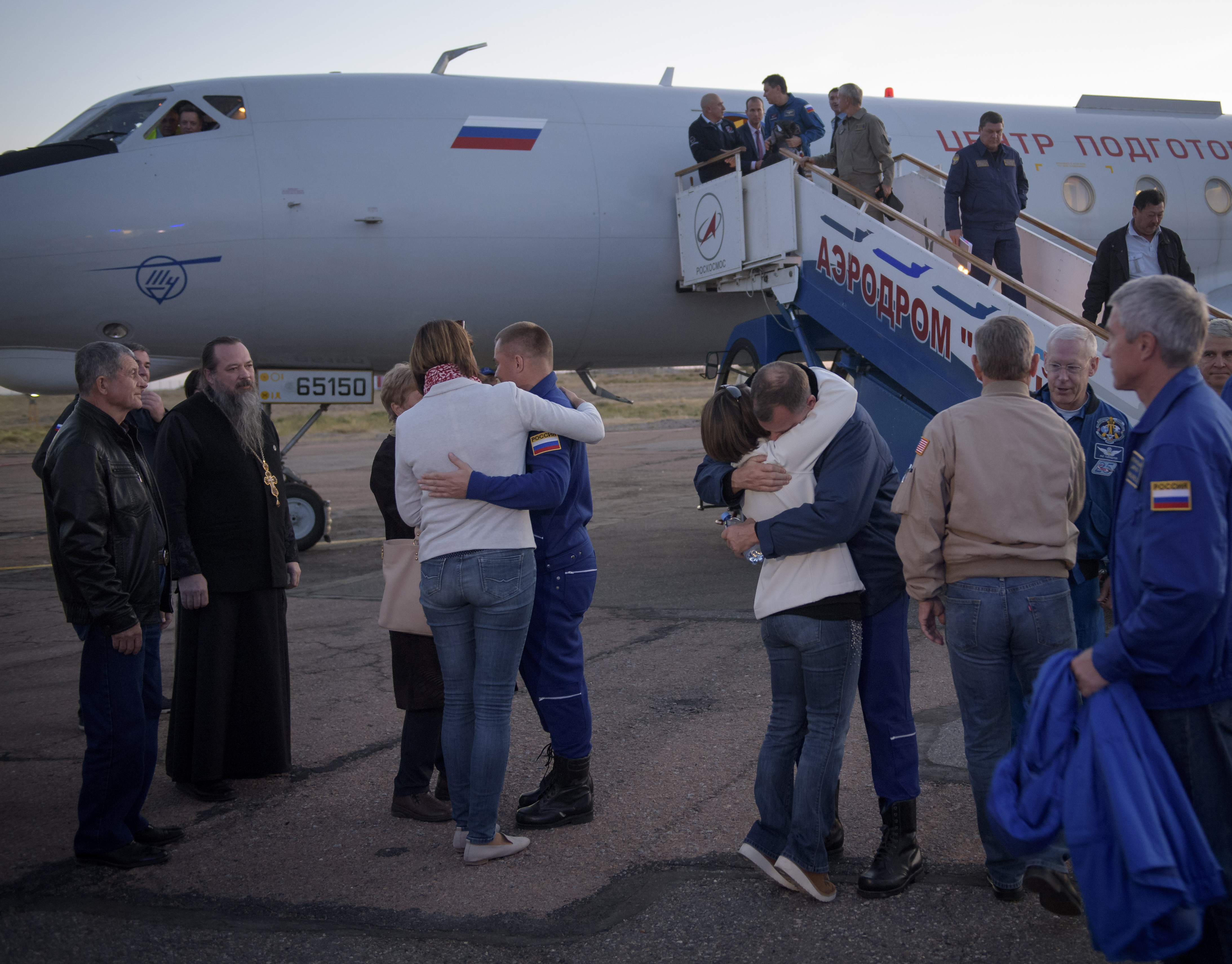
عضوا المهمة تستقبلهما عائلتيهما لدى عودتهما لميناء بايكونور

## الطاقم
| المركز         | عضو الطاقم                                                     |
| -------------- | -------------------------------------------------------------- |
| القائد         | أليكسي أوفيتشينين، رسكوزموس البعثة 57، الرحلة الفضائية الثانية |
| مهندس الرحلة 1 | نيك هيج، ناسا البعثة 57، الرحلة الفضائية الأولى                |

### الطاقم الاحتياطي
| المركز         | عضو الطاقم                           |
| -------------- | ------------------------------------ |
| القائد         | أوليج كانينكا، رسكوزموس              |
| مهندس الرحلة 1 | ديفيد سانت جاك، وكالة الفضاء الكندية |

## حاشية

### تعريب
1. ↑  سايوز إم إس-10، سويوز إم إس-10

### استشهادات
1. ↑  Jonathan McDowell, Jonathan's Space Report (بالإنجليزية), QID:Q6272367
2. ↑   http://www.spacefacts.de/mission/english/soyuz-ms-10.htm. {{استشهاد ويب}}: |url= بحاجة لعنوان (مساعدة) والوسيط |title= غير موجود أو فارغ (من ويكي بيانات) (مساعدة)
3. ↑  "طاقم "سويوز إم إس-10" يهبط في كازاخستان وأجهزة الإنقاذ تتوجه إلى المكان". سبوتنيك. 11 أكتوبر 2018. مؤرشف من الأصل في 2020-03-14. اطلع عليه بتاريخ 2018-10-11.
4. ↑  "هبوط اضطراري لرائدي فضاء بعد تعطل صاروخ "سويوز" بالجو". العربية. 11 أكتوبر 2018. مؤرشف من الأصل في 2018-10-12. اطلع عليه بتاريخ 2018-10-11.
5. ↑  "الكرملين: أفراد طاقم مركبة الفضاء "سويوز" على قيد الحياة (فيديو)". آر تي. 11 أكتوبر 2018. مؤرشف من الأصل في 2018-10-11. اطلع عليه بتاريخ 2018-10-11.
6. ↑  "اللجنة الحكومية للتحقيق في حادث المركبة الفضائية "سويوز" تبدأ عملها في بويكونور". سبوتنيك. 11 أكتوبر 2018. مؤرشف من الأصل في 2018-10-12. اطلع عليه بتاريخ 2018-10-12.
7. ↑  "روسيا تكشف سبب فشل إطلاق صاروخ "سويوز"". سكاي نيوز عربية. 1 نوفمبر 2018. مؤرشف من الأصل في 2018-11-01. اطلع عليه بتاريخ 2018-11-02.